# Дюизель
Дюизе́ль (фр. Dhuizel) — коммуна во Франции, находится в регионе Пикардия. Департамент коммуны — Эна. Входит в состав кантона Фер-ан-Тарденуа. Округ коммуны — Суасон.
Код INSEE коммуны — 02263.

## Население
Население коммуны на 2010 год составляло 115 человек.
| 1962 | 1968 | 1975 | 1982 | 1990 | 1999 | 2010 |
| ---- | ---- | ---- | ---- | ---- | ---- | ---- |
| 160  | 153  | 125  | 103  | 101  | 102  | 115  |

## Экономика
В 2010 году среди 74 человек трудоспособного возраста (15—64 лет) 65 были экономически активными, 9 — неактивными (показатель активности — 87,8 %, в 1999 году было 67,2 %). Из 65 активных жителей работали 53 человека (31 мужчина и 22 женщины), безработных было 12 (6 мужчин и 6 женщин). Среди 9 неактивных 3 человека были учениками или студентами, 2 — пенсионерами, 4 были неактивными по другим причинам.